# Saint-Champ
Saint-Champ is een plaats en voormalige gemeente in het Franse departement Ain in regio Auvergne-Rhône-Alpes en telt 132 inwoners (1999). De oppervlakte bedraagt 5,1 km², de bevolkingsdichtheid is 25,9 inwoners per km².
De gemeente werd op 1 januari 2019 opgeheven en Saint-Champ werd opgenomen in de gemeente Magnieu.

## Demografie
Onderstaande figuur toont het verloop van het inwoneraantal van Saint-Champ vanaf 1962.
Vanwege een beveiligingsprobleem met de MediaWiki Graph-software is het momenteel niet mogelijk deze grafiek weer te geven. Zodra de software is bijgewerkt zal de grafiek vanzelf weer zichtbaar worden.